# Keiya Sento
Keiya Sento (仙頭 啓矢 Sentō Keiya?, Hirakata, Osaka, 29 de diciembre de 1994) es un futbolista japonés que juega de centrocampista en el F. C. Machida Zelvia de la J1 League.

## Trayectoria

### Clubes
| Club                       | País  | Año       |
| -------------------------- | ----- | --------- |
| Kyoto Sanga F. C.          | Japón | 2017-2019 |
| Yokohama F. Marinos        | Japón | 2020      |
| Kyoto Sanga F. C. (cedido) | Japón | 2020      |
| Sagan Tosu                 | Japón | 2021      |
| Nagoya Grampus             | Japón | 2022      |
| Kashiwa Reysol             | Japón | 2023      |
| F. C. Machida Zelvia       | Japón | 2024-     |